# 2000 na ciência

## Eventos
- Síntese dos elementos químicos Ununhexio[1]

| Data | Nome | Profissão | Nacionalidade | Observações | Ref |
| ---- | ---- | --------- | ------------- | ----------- | --- |

## Mortes
| Data | Nome | Profissão | Nacionalidade | Observações | Ref |
| ---- | ---- | --------- | ------------- | ----------- | --- |

## Prémios
Medalha Lavoisier (SCF)
- Frank Albert Cotton[2]

Medalha Rutherford
- Alan MacDiarmid [3]